# Каратель: Територія війни
«Каратель: Територія війни» (англ. «Punisher: War Zone», 2008) — американський фільм, бойовик режисера Лексі Александра, знятий за мотивами однойменних коміксів Marvel. Світова прем'єра фільму відбулась 5 грудня 2008 року.

## Сюжет
Френк Касл на прізвисько Каратель веде війну з організованою злочинністю, намагаючись помститися за смерть дружини і дітей. Убивши кримінального боса, Каратель мимоволі розчищає дорогу вбивці Біллі Руссоті, що працює на мафію. У результаті дій Карателя, Руссоті сильно скалічився, однак залишається живим. Взявши собі кличку Джиґґсо (Jiggsaw, Пазл) він задумує взяти під контроль все місто. Ні поліція, ні ФБР не в змозі перешкодити йому. Каратель повинен стати на шляху величезної армії, яку найняв Джиґґсо, перш, ніж зло залишиться безкарним.

## У ролях
| Актор               | Роль                      |
| ------------------- | ------------------------- |
| Рей Стівенсон       | Френк Касл / Каратель     |
| Домінік Вест        | Біллі / Джиґґсо           |
| Джулі Бенц          | Анжела Донателлі          |
| Вейн Найт           | Лінус Ліберман / Мікрочип |
| Деш Майок           | Мартін Соап               |
| Дуґ Гатчісон        | Луні Бім Джим             |
| Колін Селмон        | агент Пол Будіанський     |
| Керам Малікі-Санчес | Інк                       |
| Ларрі Дей           | агент Міллер              |
| Девід Вадим         | Крішту Булат              |

## Цікаві факти
- Це перший фільм за мотивами коміксів Marvel, що вийшов під лейблом Marvel Knights (імпринт, орієнтований на дорослішу аудиторію, зокрема, через вміст сцен насильства і ненормативної лексики).
- Дія фільму відбувається через 6 років після подій, показаних у фільмі 2004 року. У той же час творці відмовилися від деяких моментів адаптованої версії, зокрема, сцена загибелі сім'ї Касла була замінена на оригінальну історію з розстрілом в парку (якої дотримується більшість коміксів про карателів і згідно з якою у Касла було двоє дітей — син і дочка).
- За початковим задумом сиквела Джиґґсо мав виявитись сином Говарда Сейнта, лиходія з фільму 2004 року, який вижив після вибуху протипіхотної міни. Однак, відмовившись від адаптованих моментів, сценаристи створили для Джиґґсо власну легенду, що відрізняється в тому числі і від версії, описаної в більшості коміксів Marvel.
- У фільмі використана адаптована версія смерті Мікрочипа, що відрізняється від історії, описаної в коміксах.
- У наступній екранізації коміксів про Карателя головним лиходієм ймовірно буде найманець Баракуда.

## Саундтрек до фільму
1. Rob Zombie — War Zone
2. Slayer — Final Six
3. Slipknot — Psychosocial
4. Rise Against — Historia Calamitatum
5. Seether — Fallen
6. Керлі — Bulletproof
7. 7 Days Away — Take Me Away
8. Senses Fail — The Past Is Proof
9. Machines of Loving Grace — Butterfly Wings
10. Justice — Genesis
11. Pendulum — Showdown
12. Hatebreed — Refuse — Resist
13. Static-X — Lunatic
14. Ramallah — Days of Revenge